# Цзяньхэ
Цзяньхэ́ (кит. упр. 剑河, пиньинь Jiànhé) — уезд Цяньдуннань-Мяо-Дунского автономного округа провинции Гуйчжоу (КНР).

## История
Во времена империи Цин в 1729 году был образован Цинцзянский комиссариат (清江厅). После Синьхайской революции в Китае была проведена реформа структуры административного деления, в ходе которой комиссариаты был упразднены, и поэтому в 1913 году Цинцзянский комиссариат был преобразован в уезд Цинцзян (清江县). Однако выяснилось, что в провинции Цзянси уже имеется уезд с таким же названием, а при попытке заменить иероглиф «река» на схожий по смыслу иероглиф «вода» оказалось, что уезд Циншуй уже имеется в провинции Ганьсу. Поэтому в 1914 году уезд получил в качестве названия одно из старых имён реки Цинцзян — «Цзяньхэ».
После вхождения этих мест в состав КНР в 1950 году был создан Специальный район Чжэньюань (镇远专区), и уезд вошёл в его состав. В 1956 году Специальный район Чжэньюань был расформирован, и был образован Цяньдуннань-Мяо-Дунский автономный округ; уезд вошёл в состав нового автономного округа. В 1958 году к уезду Цзяньхэ был присоединён уезд Тайцзян, но в 1962 году он был воссоздан.

## Административное деление
Уезд делится на 7 посёлков и 5 волостей.

## Культура
В уезде сохраняется единственная в мире техника вышивки металлом — вышивка оловянными нитями народности мяо. В 2006 году она была внесена в первый список национального нематериального культурного наследия Китая. Также в уезде изготавливают серьги, подвески и другие украшения.